# Малая Миссури

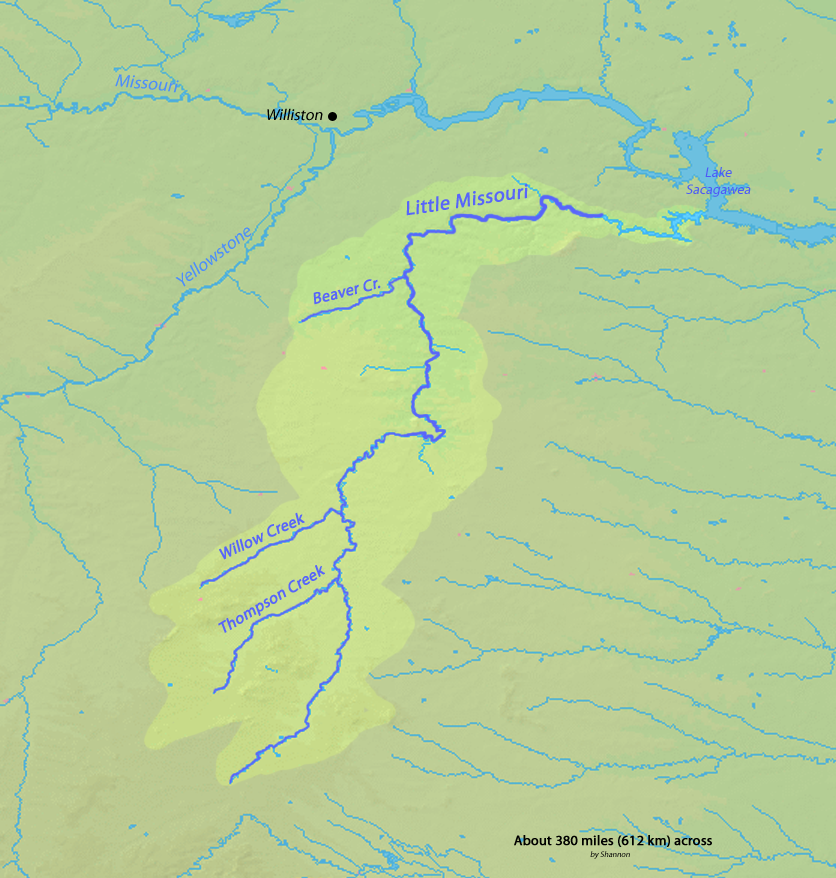
Схема бассейна реки

Малая Миссури, Литл-Миссури (англ. Little Missouri River) — река в США, приток Миссури. Длина составляет около 901 км; площадь бассейна — 21 523 км².
Берёт начало на северо-востоке штата Вайоминг, на западе округа Крук, в 24 км к западу от национального монумента Девилз-Тауэр. Высота истока — 1372 м над уровнем моря. Течёт в северо-восточном направлении через юго-восточный угол Монтаны и северо-западный угол Южной Дакоты и далее на север, через Северную Дакоту. Протекает через обе части национального парка Теодор Рузвельт. В северной части парка река резко поворачивает на восток. Впадает в Миссури на территории округа Данн, разгружаясь в водохранилище Сакакавиа. При впадение в водохранилище образует рукав длиной в 48 км. Высота устья — 567 м над уровнем моря.